# Drie-eenheidskerk op de Mussenheuvels
De Drie-eenheidskerk op de Mussenheuvels (Russisch: Троицкая церковь на Воробьёвых горах) is een Russisch-orthodox kerkgebouw in Ramenki, een stadsdistrict van de Russische hoofdstad Moskou. De kerk is gelegen op een van de hoogste delen van de stad aan een steile rand van de zogenaamde Mussenheuvels (in de communistische periode de Leninheuvels geheten), tegenover het bijna 250 meter hoge Universiteitsgebouw van Moskou.

## Geschiedenis
De Drie-eenheidskerk op de Mussenheuvels is verbonden met de geschiedenis van het oude paleis van het voormalige dorp Vorobjovy, dat sinds 1922 onderdeel van Moskou vormt maar tot in de jaren 1940 het vroegere dorpse karakter behield. De oudste bewijsstukken van een kerk op deze plek dateren uit 1644, toen de kerk werd omschreven als de zeer oude dorpskerk van Vorobjovy. Het dorp is echter al bekend sinds 1453, toen groothertogin Sofia Vitovtovna, de echtgenote van grootvorst Vasili I, het aankocht van een bojaar en er een groot houten paleis liet bouwen. Daarom wordt er uitgegaan van een vroegere stichtingsdatum van de kerk.
De bouw van de huidige Drie-eenheidskerk begon in 1811 in de buurt van een houten 17e-eeuwse kerk aan de vooravond van de Franse invasie van Rusland. Het ontwerp werd in laat-classicistische stijl uitgevoerd en de voltooiing vond plaats in 1813. Na de onbesliste slag bij Borodino bad veldmaarschalk Koetoezov in de net gewijde kerk om bijstand alvorens deel te nemen aan de militaire raad in Fili, waar het besluit werd genomen Moskou niet langer tegen de Fransen te verdedigen. Bijzonder is dat de kerk tijdens de Franse bezetting niet werd beschadigd en aan ontheiliging en plundering ontsnapte, zelfs de iconostase, de iconen en kroonluchters bleven intact.
Tijdens de Sovjet-periode werd de kerk meerdere malen bedreigd met sloop en sluiting. Na de dood van Lenin kwam Leonid Krasin met het plan om op de Mussenheuvels een reusachtig monument voor de gestorven leider en een paleis met zijn naam te bouwen. Alhoewel de naam Mussenheuvels in 1924 werd omgedoopt tot de Leninheuvels, werd Krasin's plan niet uitgevoerd en bleef de Drie-eenheidskerk geopend voor de eredienst. De plannen van Krasin vormden later de basis van het project Paleis van de Sovjets, waarvoor de Christus de Verlosserkathedraal in 1931 zou worden opgeblazen. Maar ook dit project werd nooit gerealiseerd. Zelfs na het beruchte bolsjewistische verbod op het luiden van kerkklokken in 1929 bleven de klokken van de Drie-eenheidskerk luiden. De kerk zou ook de nieuwbouw van de enorme Staatsuniversiteit en de herinrichting van het gebied in de late jaren 1940 en vroege jaren 1950 overleven.
Tegenwoordig is de Drie-eenheidskerk het enige gebouw dat aan het vroegere dorp Vorobjovy herinnert.
In de jaren 1960-1970 vonden er renovaties aan de kerk plaats. Het interieur dateert van de 19e eeuw en een aantal 17e-eeuwse iconen bleven bewaard.

## Afbeeldingen

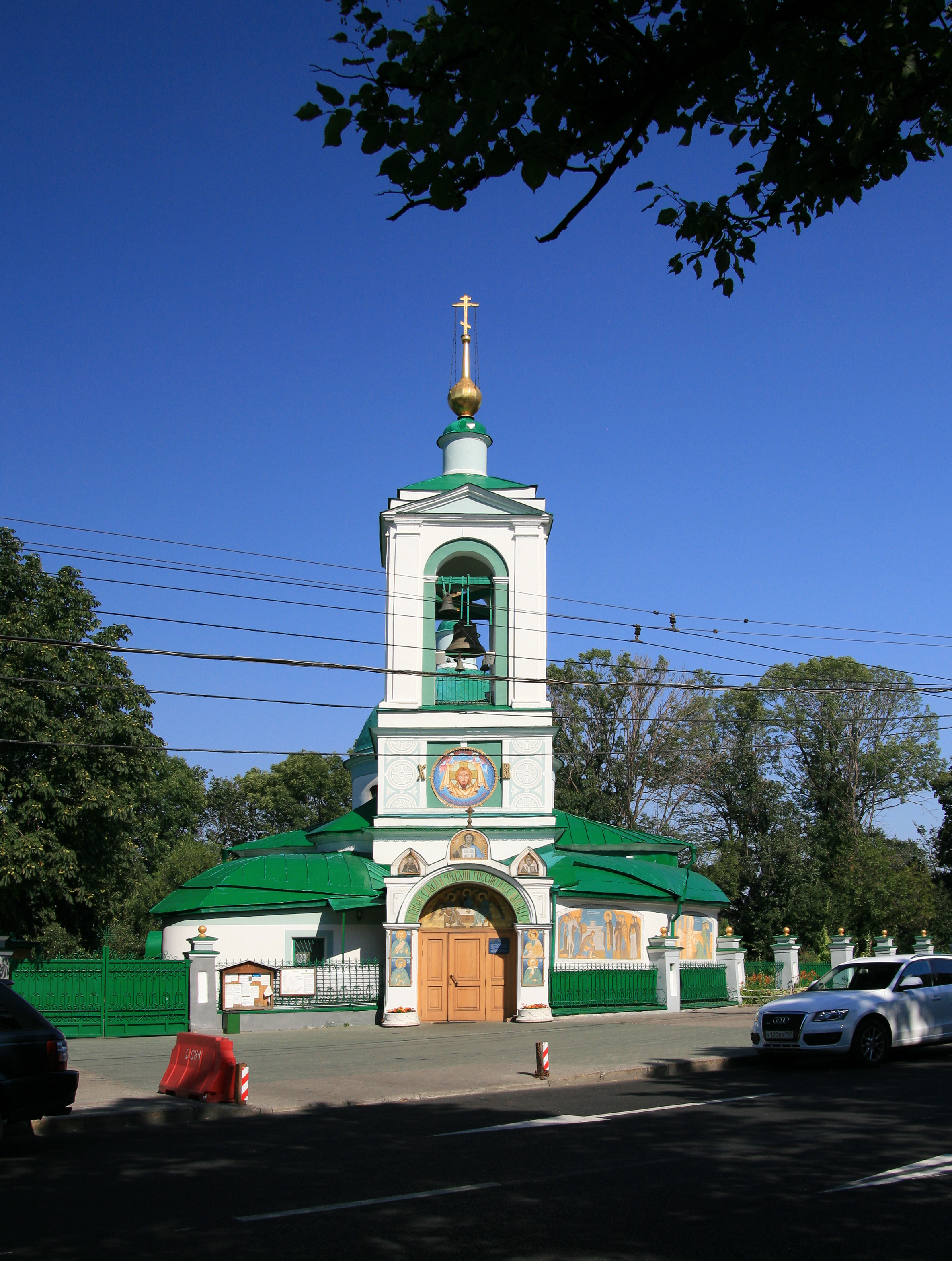
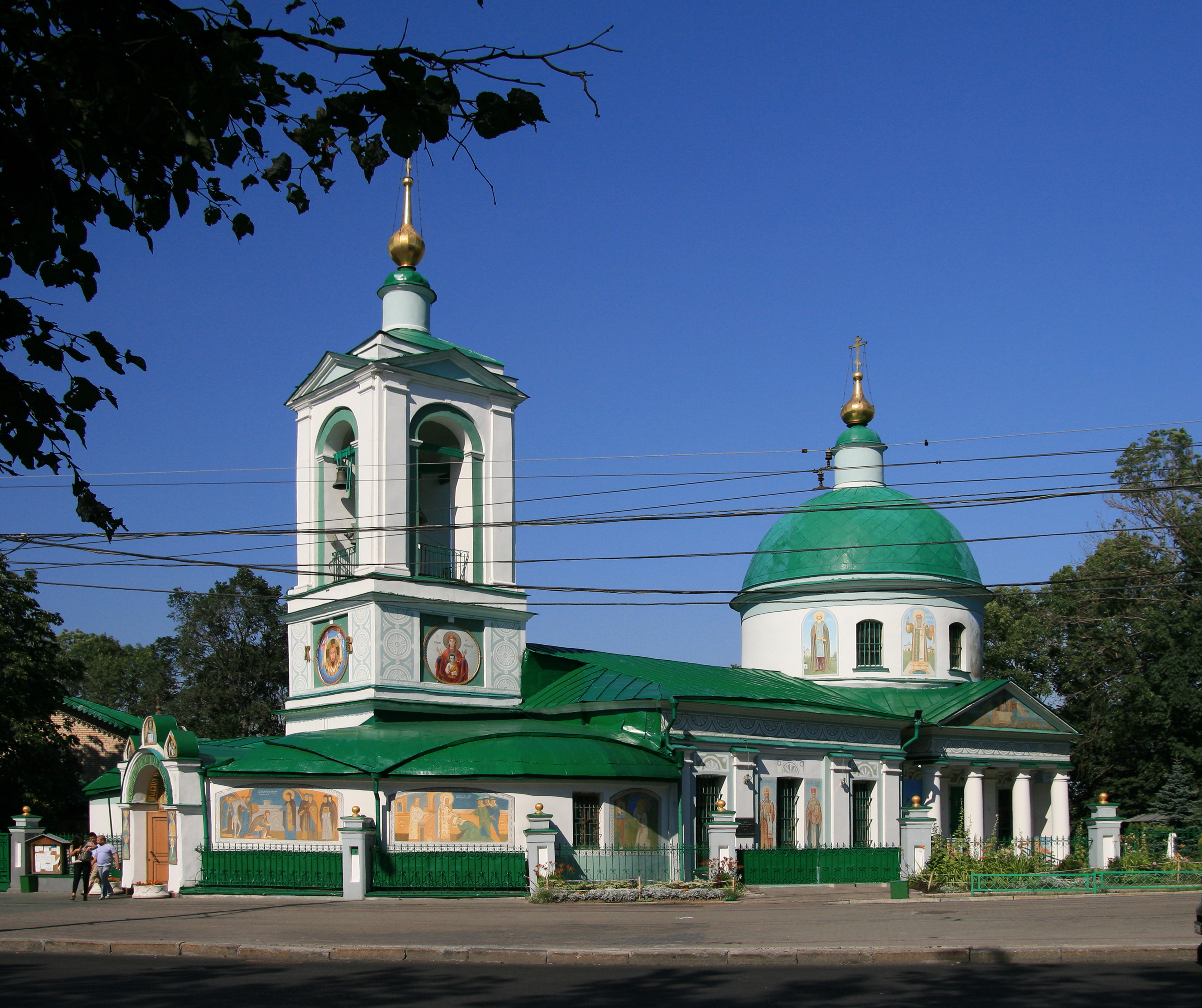